# Campeonato Cearense 1943
In 1943 werd het 29ste Campeonato Cearense gespeeld voor clubs uit Braziliaanse staat Ceará. De competitie werd georganiseerd door de FCF en werd gespeeld van 28 maart tot 22 augustus. Er werden drie toernooien gespeeld. Omdat Maguari ze alle drie won was er geen finale om de titel nodig. 

## Eerste toernooi
| Plaats | Club        | Wed. | W | G | V | Saldo | Ptn. |
| ------ | ----------- | ---- | - | - | - | ----- | ---- |
| 1.     | Maguari     | 4    | 4 | 0 | 0 | 10:2  | 8    |
| 2.     | Ceará       | 4    | 3 | 0 | 1 | 15:5  | 6    |
| 3.     | Ferroviário | 4    | 2 | 0 | 2 | 18:8  | 4    |
| 4.     | Fortaleza   | 4    | 1 | 0 | 3 | 11:11 | 2    |
| 5.     | Fluminse    | 4    | 0 | 0 | 4 | 2:30  | 0    |

|  | Geplaatst voor finale                       |
|  | Uitgeschakeld voor tweede en derde toernooi |

## Tweede toernooi
| Plaats | Club        | Wed. | W | G | V | Saldo | Ptn. |
| ------ | ----------- | ---- | - | - | - | ----- | ---- |
| 1.     | Maguari     | 3    | 3 | 0 | 0 | 6:1   | 6    |
| 2.     | Ceará       | 3    | 1 | 0 | 2 | 8:3   | 2    |
| 3.     | Fortaleza   | 3    | 1 | 0 | 2 | 2:5   | 2    |
| 4.     | Ferroviário | 3    | 1 | 0 | 2 | 6:13  | 2    |

|  | Geplaatst voor finale |

## Derde toernooi
| Plaats | Club        | Wed. | W | G | V | Saldo | Ptn. |
| ------ | ----------- | ---- | - | - | - | ----- | ---- |
| 1.     | Maguari     | 3    | 2 | 1 | 0 | 8:1   | 5    |
| 2.     | Ceará       | 3    | 2 | 1 | 0 | 5:0   | 5    |
| 3.     | Ferroviário | 3    | 1 | 0 | 2 | 6:8   | 2    |
| 4.     | Fortaleza   | 3    | 0 | 0 | 3 | 3:13  | 0    |

|  | Geplaatst voor finale |

### Kampioen
| Campeonato Cearense de 1943 |
| Ceará                       |
| --------------------------- |
| MAGUARI Kampioen (3° titel) |